# Strumigenys paranax
Strumigenys paranax (лат.) — вид мелких земляных муравьёв из подсемейства Myrmicinae. Африка: Габон, Камерун.
Мелкие муравьи (около 2 мм) с сердцевидной головой, расширенной кзади. Глаза мелкие, из 4 омматидиев. Дорзум головы с 6 отстоящими волосками, расположенными двумя поперечными рядами: 2 впереди и 4 сзади у затылочного края. Проподеум угловатый с парой зубцов. Обладают длинными жвалами (длина головы HL 0,45-0,46 мм, ширина головы HW 0,32-0,34 мм, мандибулярный индекс MI 37-41).
Включён в комплекс arnoldi-complex вместе с близкими видами Strumigenys irrorata, Strumigenys katapelta и Strumigenys dextra, у которых также отсутствует преапикальный зубец на левой мандибуле.
Основная окраска коричневато-жёлтая. Мандибулы длинные, узкие (с несколькими зубцами). Стебелёк между грудкой и брюшком состоит из двух члеников: петиолюса и постпетиолюса (последний четко отделен от брюшка), жало развито, куколки голые (без кокона). Специализированные охотники на коллембол. Вид был впервые описан в 1983 году английским мирмекологом Барри Болтоном.